# Cratere Dunthorne
Dunthorne è un cratere lunare di 15,12 km situato nella parte sud-occidentale della faccia visibile della Luna.
Il cratere è dedicato all'astronomo britannico Richard Dunthorne.

## Crateri correlati
Alcuni crateri minori situati in prossimità di Dunthorne sono convenzionalmente identificati, sulle mappe lunari, attraverso una lettera associata al nome.
| Dunthorne | Coordinate            | Diametro (in km) |
| --------- | --------------------- | ---------------- |
| A         | 28°47′24″S 32°40′12″W | 5,57             |
| B         | 31°21′36″S 31°40′48″W | 6,4              |
| C         | 29°25′12″S 32°34′12″W | 6,69             |
| D         | 29°56′24″S 34°03′36″W | 6,05             |